# Niebieski szlak turystyczny Gołoszyce – Dwikozy
 Niebieski szlak turystyczny Gołoszyce – Dwikozy – szlak turystyczny okolic Opatowa i Sandomierza.

## Przebieg szlaku
| Odległość | Atrakcje                                                | Punkt            | Skrzyżowania szlaków                                                       |
| --------- | ------------------------------------------------------- | ---------------- | -------------------------------------------------------------------------- |
| 0,0 km    | dwór · cmentarz · drzewo                                | Gołoszyce PKS    | Główny Szlak Świętokrzyski im. Edmunda Massalskiego Gołoszyce – Piotrowice |
| 14,0 km   | kościół · klasztor · ruiny · zabytek · zabytek judaizmu | Opatów PKS       |                                                                            |
| 21,0 km   | źródło · kamieniołom                                    | Karwów           |                                                                            |
| 25,0 km   |                                                         | Malice Kościelne |                                                                            |
| 29,0 km   |                                                         | Pielaszów        | Chańcza – Pielaszów                                                        |
| 36,0 km   |                                                         | Dacharzów        |                                                                            |
| 46,0 km   | kaplica                                                 | Nowe Kichary     |                                                                            |
| 50,0 km   | kaplica · zabytek · pomnik · rezerwat roślinny          | Dwikozy PKS      | Gołoszyce – Piotrowice                                                     |

## Galeria

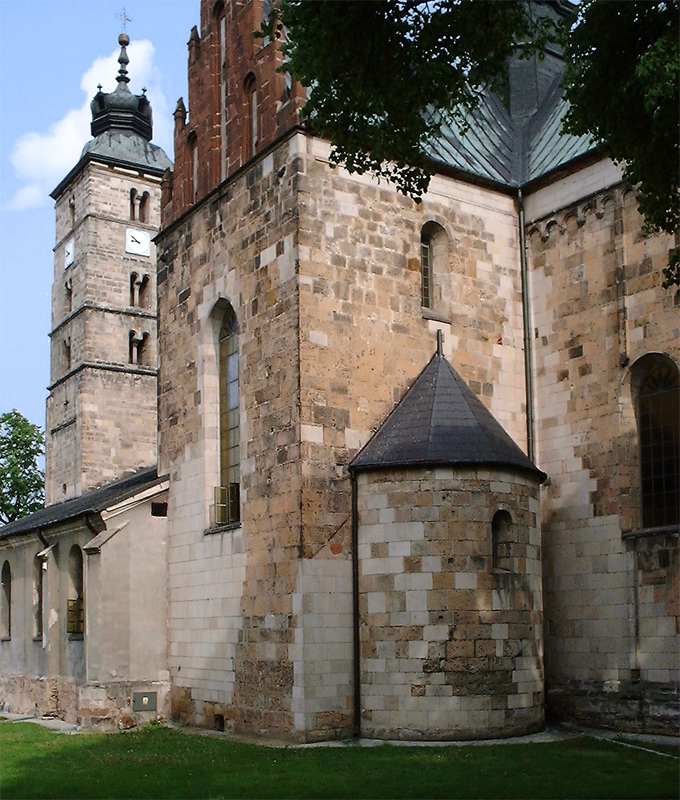
Kolegiata romańska w Opatowie
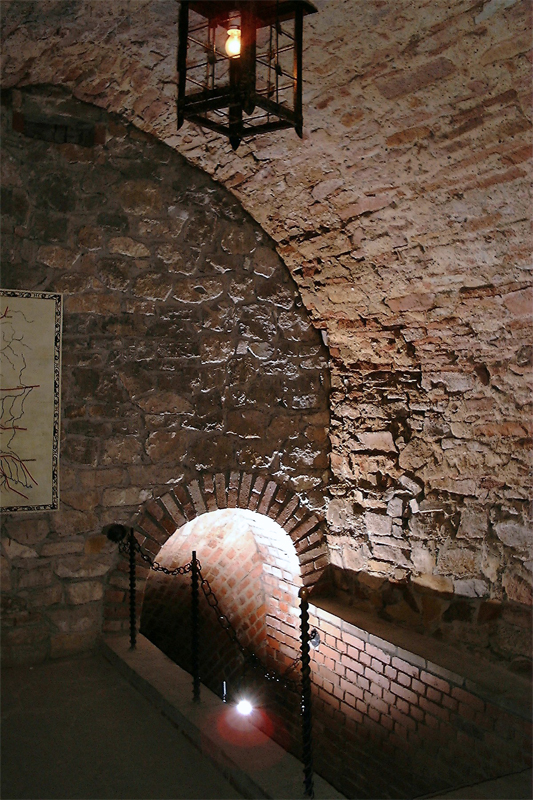
Trasa podziemna w Opatowie
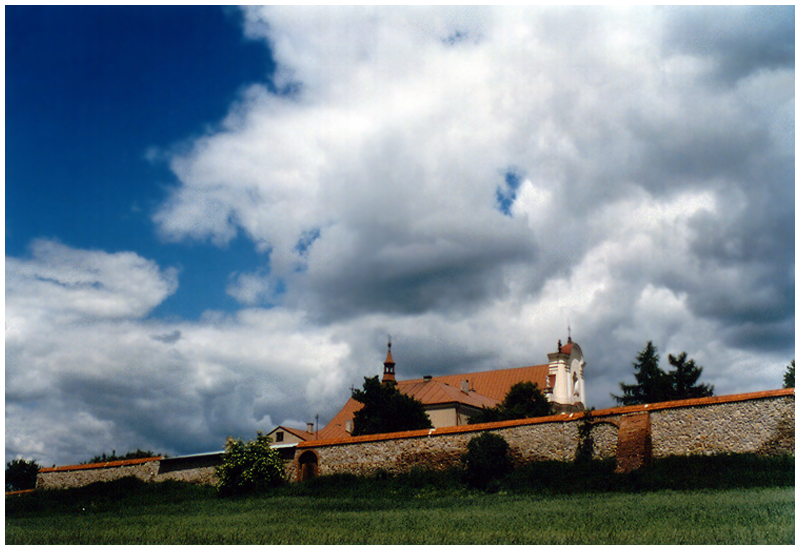
Klasztor oo. Bernardynów w Opatowie
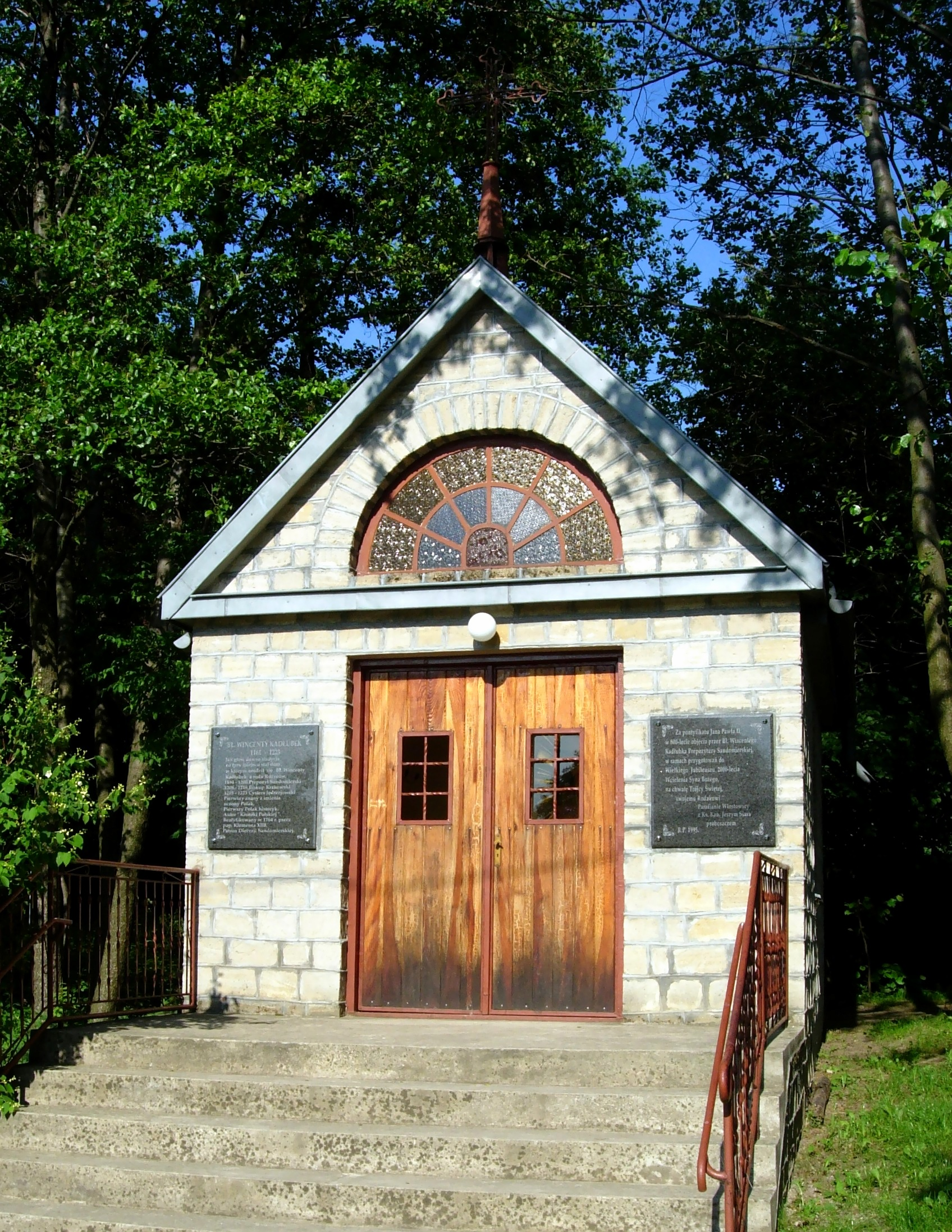
Kaplica w Karwowie